# Soarelui
Cartierul Soarelui este un cartier situat în partea de S-E a Timișoarei. A fost ridicat în anii '80, fiind printre ultimele cartiere muncitorești construite de regimul comunist la Timișoara. Pe aceste terenuri nu existau construcții, ci doar parcele agricole și pășuni. Cei mai mulți locuitori erau angajați la fabricile de pe platforma industrială din Calea Buziașului. Aici se află numeroase gradinite și Școala cu clasele I-VIII nr. 30, ultima construită în Timișoara.